# Katja Apelt
Katja Apelt (* 1971 in Hofheim am Taunus) ist eine deutsche Weinexpertin, Journalistin und Politikfachfrau.

## Leben

### Wirtschaftsjournalismus
Nach ihrem Volontariat zur Wirtschaftsjournalistin bei der Axel-Springer-Journalistenschule (heute Axel-Springer-Akademie) arbeitete Apelt für Tageszeitungen und Monatstitel. Sie war Mitglied im Gründungsteam der ersten deutschen Zeitung für die New Economy, Net-Business, in der Verlagsgruppe Milchstraße und leitete dort das Finanzressort. Für den manager magazin Verlag baute sie in einem Zweier-Team den net manager auf.

### Politik
Apelt war ab 2010 Pressesprecherin der Hessischen SPD-Landtagsfraktion, der SPD Hessen und ihres Vorsitzenden und späteren SPD-Bundesvorsitzenden Thorsten Schäfer-Gümbel und war in dieser Funktion auch beratend tätig. Seit April 2025 ist Katja Apelt Pressesprecherin im Hessischen Ministerium für Wirtschaft, Energie, Verkehr, Wohnen und ländlicher Raum.

### Wein
Katja Apelt ist Weinakademiker (Weinakademie Österreich, Rust). Ab 2016 arbeitete sie als Pressesprecherin für den Verband Deutscher Prädikatsweingüter (VDP) und setzte dort die Lagenklassifikation VDP.Weinberg.Online um. Für Rotkäppchen-Mumm Sektkellereien GmbH baute sie die Rotkäppchen-Mumm Academy auf. Sie war von 2022 bis 2024 Chefredakteurin des Weinwirtschaftsmagazins Wein+Markt und schrieb für das B2B-Weinmagazin WEINWIRTSCHAFT im Meininger Verlag. Ihre Schwerpunktthemen waren zuletzt die Beobachtung des deutschen und internationalen Weinmarktes sowie der Einfluss der Antialkohollobby auf Medien und weltweite Institutionen.

## Veröffentlichungen
- Mit Detlef Wienecke-Janz, Chefred. und Hrsg.: Wissen.de-Jobfinder: Erfolgstipps für Berufseinsteiger, Bertelsmann Lexikon Verlag, 2002. ISBN 978-3-57713-501-6
- VDP Große Lagen – The Book. Frankfurt Academic Press, 2019. ISBN 978-3-86983-022-3 (englisch)
- Mit Axel Dielmann: Ein Pärchen im Baurausch. axel-dielmann-verlag, 2016. ISBN 978-3-86638-224-4
- Auf dem Weg zum „Supergerman“?, Gault & Millau, 2. August 2024 (Gault&Millau)